# Bordușani - Borcea
Bordușani - Borcea este o arie protejată (sit de importanță comunitară — SCI) din România, desemnată în scopul protejării biodiversității și menținerii într-o stare de conservare favorabilă a florei spontane și faunei sălbatice, precum și a habitatelor naturale de interes comunitar aflate în arealul zonei de protecție. Aceasta se întinde pe o suprafață de 5.847,5 ha, integral pe uscat.

## Localizare
Situl se întinde pe teritoriile administrative ale comunelor Bordușani, Făcăeni, Giurgeni și Vlădeni din județul Ialomița. Centrul sitului Bordușani - Borcea este situat la coordonatele 44°31′13″N 27°54′50″E / 44.520333°N 27.913892°E.

## Înființare
Situl Bordușani - Borcea (ROSCI0278) a fost declarat sit de importanță comunitară în septembrie 2011 pentru a proteja 2 specii de animale.

## Biodiversitate
Situată în ecoregiunea de stepă, aria protejată conține 4 habitate naturale: Lacuri și iazuri distrofice naturale, Râuri cu maluri nămoloase cu vegetație de Chenopodion rubri p.p. și Bidention p.p., Galerii de Salix alba și de Populus alba, Stepe ponto-sarmatice.
La baza desemnării sitului se află mai multe specii protejate:
- amfibieni (1): buhai de baltă cu burtă roșie (Bombina bombina)
- reptile (1): țestoasa de baltă (Emys orbicularis)